# Bentzin
Bentzin település Németországban, Mecklenburg-Elő-Pomeránia tartományban. Lakosainak száma 898 fő (2023. december 31.).

## Népesség
A település népességének változása:
| Lakosok száma | 824  | 834  | 843  | 869  | 898  |
|               | 2017 | 2019 | 2021 | 2022 | 2023 |